# 車折神社駅
車折神社駅（くるまざきじんじゃえき）は、京都府京都市右京区嵯峨中又町にある京福電気鉄道嵐山本線の停留場。駅ナンバリングはA10。

## 歴史
- 1910年（明治43年）3月25日：嵐山電車軌道の車折神社裏駅（くるまざきじんじゃうらえき）として開業[1][2]。
- 1918年（大正7年）4月2日：会社合併により京都電燈が経営する嵐山電鉄の停留場となる[2]。
- 1922年（大正11年）6月30日：車折駅（くるまざきえき）に改称[1]。
- 1942年（昭和17年）3月2日：路線継承により京福電気鉄道の停留場となる[2]。
- 2007年（平成19年）3月19日：車折神社駅に改称[1][2]。

## 停留場構造
相対式ホーム2面2線。柵や柱は車折神社にちなみ朱色に塗られている。出入り口は嵐山方面行きのホーム（南側）に1箇所、四条大宮方面行きホーム（北側）に2箇所ある。

## 停留場周辺

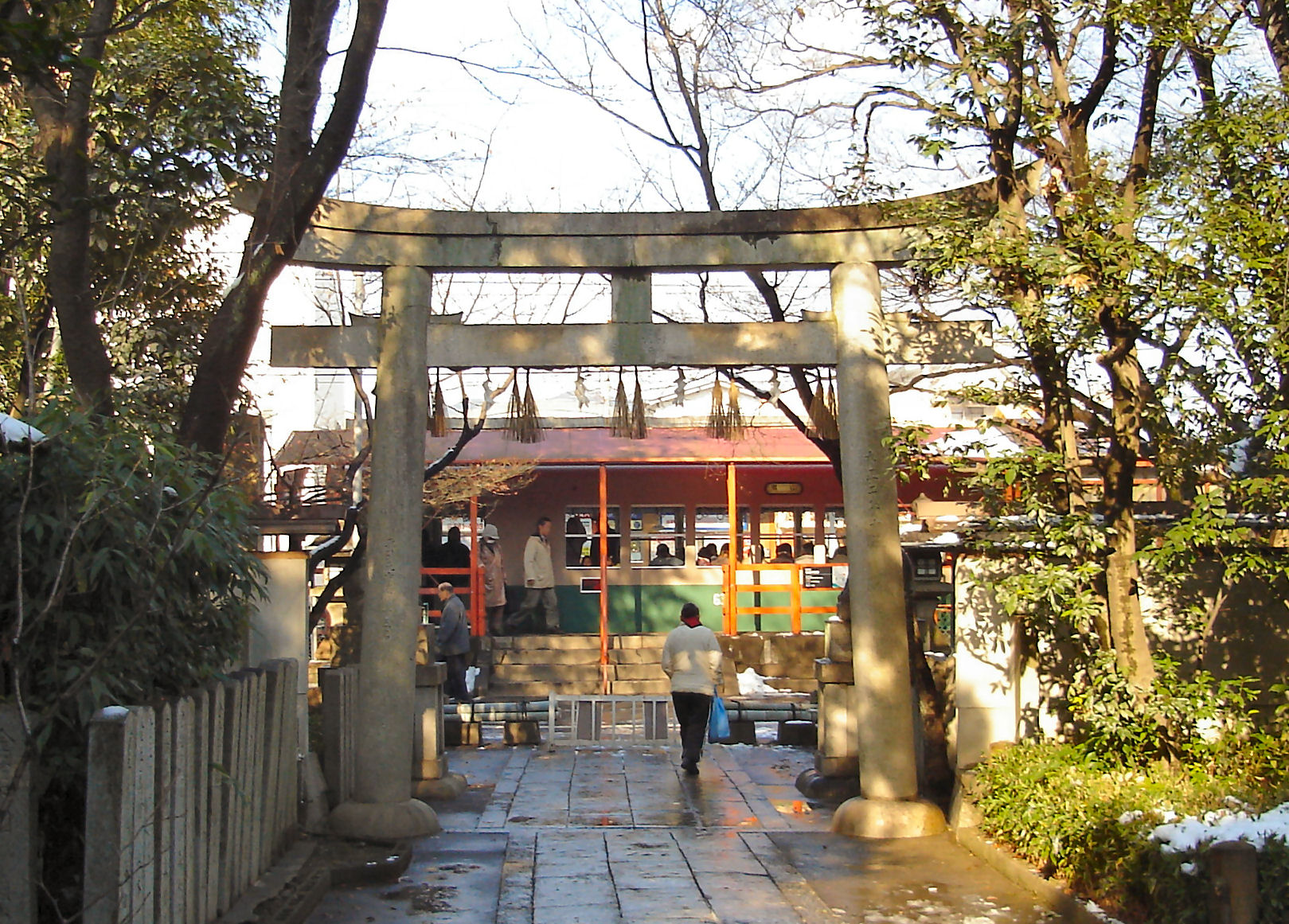
車折神社境内より（2005年12月）

- 車折神社
- 嵯峨美術大学
- 京都西郵便局
- きらめいと西京都

## 隣の停留場
京福電気鉄道
■嵐山本線
有栖川駅 (A9) - 車折神社駅 (A10) - 鹿王院駅 (A11)
- 括弧内は駅番号を示す。